# I Still Believe (canção)
"I Still Believe" é uma música escrita e composta por Antonina Armato e Giuseppe Cantarelli, e originalmente gravada pela cantora pop Brenda K. Starr para seu segundo álbum de estúdio, Brenda K. Starr (1987). É uma balada em que a cantora está confiante de que ela e seu ex-namorado estarão juntos novamente um dia. É o maior sucesso de Starr nos Estados Unidos , alcançando o top vinte na Billboard Hot 100 e sendo considerada sua música de assinatura.

## Antecedentes e composição
Depois de lançar seu primeiro disco, I Want Your Love (1985), e sem alcançar sucesso, Brenda K. Starr gravou "I Still Believe" como uma das músicas do segundo álbum, que foi lançado em 1987. A música foi escrita e composta por Antonina Armato e Giuseppe Cantarelli, e produzida por Eumir Deodato. É uma balada pop baseado no relacionamento real de um de seus compositores, Armato: o ex-namorado de Armato havia proposto a ela, mas ela achava que o momento não era o certo. Ele não ficou satisfeito e a empurrou para um ultimato: casar-se ou terminar. Embora Armato amasse o namorado na época, ela manteve suas convicções e o casal se separou. Para lidar com sua dor emocional, Armato escreveu e compôs a música em colaboração com Cantarelli.

## Recepção
Justin Kantor, da Allmusic, elogiou a faixa por ser "apaixonadamente dramática e sincera". Foi lançado como o segundo single do álbum auto-intitulado de Starr em 1988, e chegou ao número 13 na Billboard Hot 100 nos EUA, tornando-se o primeiro e único-top vinte de Starr no Hot 100. O videoclipe inclui cenas de Starr cantando a música em um armazém, com cenas de seu passado com muitos casais românticos. Starr também gravou a música em espanhol, como "Yo Creo En Ti", que ela lançou como single. Em 1998, ela gravou uma versão salsa da música em seu álbum No Lo Voy a Olvidar, como "Eu ainda acredito / Creo en Ti". A versão em espanhol alcançou o número vinte na parada da Billboard Latin Tropical Airplay.

## Desempenho nas paradas musicais
| Tabela musical (1988)                                                          | Melhor posição |
| ------------------------------------------------------------------------------ | -------------- |
| Estados Unidos (Billboard Hot 100)                                             | 13             |
| Estados Unidos (Billboard Adult Contemporary)                                  | 14             |
| Estados Unidos (Billboard Hot Latin Songs) Versão em espanhol: "Yo Creo En Ti" | 10             |
| Tabela musical (1989)                                                          | Melhor posição |
| Estados Unidos (Billboard Tropical Songs) "I Still Believe/Creo en Ti"         | 20             |

| Tabela musical (1988)              | Melhor posição |
| ---------------------------------- | -------------- |
| Estados Unidos (Billboard Hot 100) | 93             |

## Versão de Mariah Carey
Ao escolher um material inédito para gravar em sua primeira compilação, #1's, Mariah Carey decidiu fazer um cover de "I Still Believe" como uma homenagem a Brenda K Starr, pois ela era a cantora de apoio de Starr no final dos anos 80 e Starr ajudou a dar o pontapé inicial em sua carreira, entregando uma fita demo ao executivo da CBS Records, Tommy Mottola, que havia assinado Carey para seu primeiro contrato de gravação. Ela explicou que a música "me lembra o fato de que, há pouco tempo, eu era uma adolescente com nada no meu nome, além de uma fita demo, minha voz e minha capacidade de escrever músicas. Brenda K. Starr me tratou como uma estrela e me deu uma chance". Durante uma entrevista para Entertainment Tonight , ela comentou ainda:

"Estou realmente feliz por ter tido a chance de refazer a música 'I Still Believe', porque o álbum se chama '#1's' e esta é a primeira música que eu cantei como cantora profissional. Eu continuava na estrada, eu era uma criança magra, sem dinheiro, que ela usava sob as asas e era muito gentil comigo.Eu fiz o teste para ser sua cantora de fundo e ela me contratou e me trouxe roupas e comida, e ela realmente cuidou de mim como uma irmã mais velha. Muita gente não teria feito isso. O principal era que ela acreditava em mim e é realmente difícil fazer as pessoas ouvirem suas fitas. [...] Ela sempre foi muito legal, prestativa e solidária. Eu sempre amei essa música. Quando canto agora, isso me lembra aqueles tempos".

"I Still Believe" foi lançado como terceiro e último single da compilação em 8 de fevereiro de 1999. A versão de Carey deriva de música pop e R&B, sendo produzida por Carey com Stevie J e Mike Mason. De acordo com a EMI Music Publishing, a música foi escrita no tom Sol maior e ajustou-se em um ritmo moderadamente lento de 59 batidas por minuto, enquanto o alcance vocal de Carey varia de Sol3 a Fá#5.

### Videoclipe e remixes
Um remix da música foi produzido por Carey e Damizza, intitulado "I Still Believe / Pure Imagination", que foi incluído no CD Single com a versão original e três outros remixes, lançados em 23 de fevereiro de 1999. Difere significativamente do original, pois não contém nenhuma música e apenas elementos líricos menores. A melodia é baseada fortemente nas interpolações da música "Pure Imagination", que Gene Wilder cantou, no papel de Willy Wonka, no filme de 1971, Willy Wonka & the Chocolate Factory, e a música apresenta partes cantadas e cantadas por Krayzie Bone (de Bone Thugs-N-Harmony) e Da Brat. Uma versão abreviada de "I Still Believe/Pure Imagination", sem Da Brat e mais de Krayzie Bone, pode ser encontrada no álbum de Bone, Thug Mentality 1999. De acordo com Jose F. Promis, da Allmusic, "[a] mistura é, no entanto, alegre, descontraída e típica do urbano/hip-hop dos anos 90, e apresenta Brat dizendo "perca o ego", tudo enquanto se auto-engrandecia".
Vários outros remixes da música foram criados, e cada um foi cuidadosamente supervisionado por Carey, que regravou seus vocais para todos eles. Stevie J, que co-produziu a música original, contou com a ajuda dos rappers Mocha e Amil para se juntar a Carey em um remix que ele estava desenvolvendo. Embora contenha elementos musicais completamente novos (sem música derivada dos originais e apenas pequenos elementos líricos), Carey, Stevie J e os rappers não recebem créditos de composição. David Morales criou vários remixes da música, incluindo o mix "Classic Club". Ele mantém o arranjo original da música e as progressões de acordes com os vocais originais de Carey e consideráveis improvisações. Outros remixes de Morales incluem The King's Mix e Eve of Souls, que não contêm vocais completos da música e apresentam pouco mais do que improvisações sobre batidas de clubes.

### Recepção crítica
A versão de Carey recebeu críticas positivas de críticos de música. Chuck Taylor, da Billboard, elogiou a faixa por apresentar "uma das performances vocais mais relaxadas e arejadas que Miss Mariah já serviu, juntamente com um arranjo simples que permite que sua voz brilhe". Taylor também observou que "[a] faixa também habilmente percorre a linha entre R&B e pop: para ouvintes que podem ter perdido a fé com os empreendimentos de Carey no hip-hop, isso os trará de volta. Mas também não há um passo atrás. Os fãs mais novos vão adorar a produção menos brilhante e o controle emocional que Carey coloca em torno dessa música de desejo e dor". Poderes Devon de PopMatters chamou de "um cover digno de nota, mesmo que você não se lembre de quem fez isso primeiro". Stephen Thomas Erlewine, da Allmusic, escolheu a faixa como uma das melhores em sua compilação The Ballads (2008), chamando-a de um "sucesso gigantesco". Enquanto isso, Jose F. Promis, da mesma publicação, comparou as duas versões, escrevendo que a versão de Carey "empalidece um pouco em comparação com a interpretação mais apaixonada de Starr". Ele foi positivo com o "Morales 'Classic Club Mix", descrevendo-o como "um remake de dança padrão, mas bem feito, [...] bastante suave, com Carey dando uma ótima performance vocal".

### Desempenho comercial
Diferente do single anterior do #1's, "When You Believe", "I Still Believe" teve mais sucesso nos Estados Unidos do que em outros lugares, chegando ao número quatro na Billboard Hot 100. Embora tenha sido o primeiro single de Carey a figurar apenas nos pontos de transmissão de rádio, seu desempenho foi relativamente baixo, enquanto as vendas foram muito mais fortes "devido ao empacotamento e marketing do maxi-single, que continha cinco versões [...] completamente distintas", observou Promis da Allmusic. No rádio, a música conseguiu alcançar os dez primeiros em três paradas: o Adult Contemporary (número oito), as Hot R&B/Hip-Hop Songs (número três) e o Rhythmic (número oito), perdendo apenas os vinte primeiros no Mainstream Top 40 (número 21). A música se tornou o sétimo single de Carey no topo do Hot Dance Club Play. Foi certificada como platina pela RIAA e ocupou o 36º lugar entre os 100 melhores da Billboard no final do ano de 1999 e 23 na sua lista das 25 melhores canções de sucesso da Billboard. Também entrou no top 10 no Canadá (número nove) e Espanha (número sete).
Em outros lugares, a música foi um sucesso mediano. Alcançou o top 20 na parada de singles do Reino Unido (número dezesseis), tornando-se seu décimo nono top vinte, e na parada de singles italiana (alcançando o número vinte). Chegou ao top quarenta em quatro outros países, Bélgica (Valônia) (número vinte e cinco), França (número trinta e três), Nova Zelândia (vinte e quatro) e Suíça (trinta e um). Na Austrália, "I Still Believe" foi a primeira música de Carey a perder os cinquenta primeiros, já que "Forever" também havia perdido lá em 1997.

### Vídeos musicais
O videoclipe do single, dirigido por Brett Ratner, foi filmado no início de dezembro de 1998 e inspirou-se fortemente na visita de Marilyn Monroe às tropas americanas na Coréia, em 1953, para um show da United Service Organizations. Ele mostra Carey (que emula a maquiagem e os penteados de Monroe) visitando a Base aérea Edwards na Califórnia e cantando para aviadores e soldados, enquanto estava em um avião de combate, como Monroe havia feito durante a Guerra da Coréia. Ele estreou em 12 de janeiro de 1999, no Total Request Live da MTV, bem como no Entertainment Tonight.

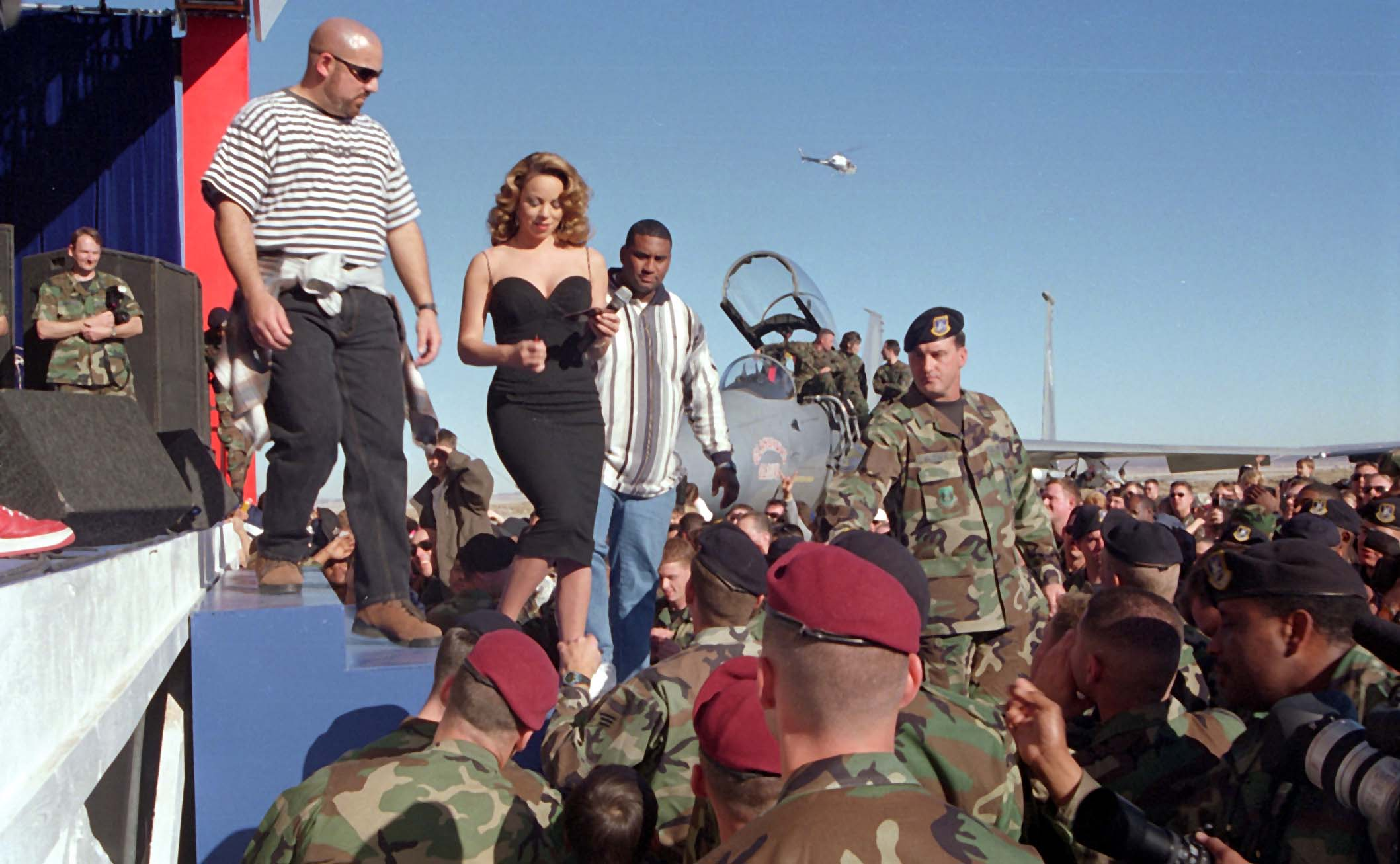
Carey no set do videoclipe de "I Still Believe," em dezembro de 1998

Em uma entrevista durante o set do videoclipe, Carey comentou:

"Brett Rattner está dirigindo o vídeo e ele é um bom amigo meu e também está fazendo um ótimo trabalho agora. [...] Estávamos conversando e eu queria que fosse uma performance ao vivo e começamos a ir e voltar e eu estava dizendo como muitas pessoas no serviço me escreveram cartas e falaram sobre várias músicas. 'Hero' é uma delas. Lembro que quando lancei meu primeiro álbum, as pessoas escreviam e estavam no exterior, no inverno de 1990, que foi por volta da época da Guerra do Golfo, muitas pessoas escreviam sobre ouvir o álbum. Eu sempre assistia a cenas antigas de artistas indo para o exterior, de Bob Hopea a Marilyn Monroe, cantando para as pessoas no serviço. Eu pensei que isso seria uma coisa legal de se fazer. Então, nós estamos gravando o vídeo, mas eu vou fazer mais algumas vezes se tiver em mim".

O vídeo recebeu críticas mistas, enquanto Emmanuel Hapsis, da KQED Arts, o escolheu como seu oitavo melhor vídeo, chamando-o de "incrível". Chuck Taylor, da Billboard, deu uma classificação "C", escrevendo que "[e] Carey manda beijos e virar o pescoço para uma série de sorrisos surpreendidos, no entanto, faz você se perguntar se está assistindo a um videoclipe ou uma sessão de glamour no Seventeen". Taylor também afirmou que Mariah "nunca pareceu melhor, mas [ela] é uma cantora muito boa para uma postura tão brega". Um vídeo para o remix foi encomendado e dirigido pela própria Carey, mostrando-a como uma garota camponesa em uma vila mexicana, pois ela cuida de suas cabras e coleta água para sua família. Bone é retratado como uma espécie de pária na cidade, na qual Carey possui um interesse romântico. Da Brat assume o papel de gringo da comunidade, quando ela chega em um carro com muito dinheiro.

## Desempenho nas paradas musicais
| Tabela musical (1999)                         | Melhor posição |
| --------------------------------------------- | -------------- |
| Alemanha (Official German Charts)             | 58             |
| Austrália (ARIA)                              | 54             |
| Bélgica (Ultratop 50 de Flandres)             | 48             |
| Bélgica (Ultratop 50 da Valônia)              | 25             |
| Canadá (Canadian Singles Chart)               | 9              |
| Espanha (PROMUSICAE)                          | 7              |
| Estados Unidos (Billboard Hot 100)            | 4              |
| Estados Unidos (Billboard Adult Contemporary) | 8              |
| Estados Unidos (Billboard Dance Club Songs)   | 1              |
| Estados Unidos (Billboard Hot Latin Songs)    | 39             |
| Estados Unidos (Billboard R&B/Hip-Hop Songs)  | 3              |
| Estados Unidos (Billboard Mainstream Top 40)  | 21             |
| Estados Unidos (Billboard Rhythmic)           | 8              |
| Estados Unidos (Billboard Top 40 Tracks )     | 20             |
| Estados Unidos (Billboard Tropical Airplay)   | 15             |
| Europa (European Hot 100 Singles)             | 30             |
| França (SNEP)                                 | 33             |
| Hungria (Mahasz)                              | 2              |
| Nova Zelândia (Recorded Music NZ)             | 24             |
| Países Baixos (Single Top 100)                | 51             |
| Reino Unido (UK Singles Chart)                | 16             |
| Suíça (Schweizer Hitparade)                   | 31             |

| Tabela musical (1999)                            | Melhor posição |
| ------------------------------------------------ | -------------- |
| Canadá (RPM Adult Contemporary)                  | 65             |
| Estados Unidos (Billboard Hot 100)               | 36             |
| Estados Unidos (Billboard Hot Dance Club Songs)  | 40             |
| Estados Unidos (Billboard Hot R&B/Hip-Hop Songs) | 41             |
| Romênia (Romanian Top 100)                       | 31             |

| Região                | Certificação | Vendas  |
| --------------------- | ------------ | ------- |
| Estados Unidos (RIAA) | Platina      | 860,000 |